# ATF1
El factor de transcripción dependiente de AMPc 1, también conocido como ATF1 (de sus siglas en inglés Activating Transcription Factor 1), es una proteína codificada en humanos por el gen atf1.

## Interacciones
La proteína ATF1 ha demostrado ser capaz de interaccionar con: 
- CSNK2A2[3]
- CSNK2A1[3]
- BRCA1[4]